# Ореховый гай
Парк «Оре́ховый гай» — парк во Львове (Украина). Парк расположен в южной части города, во Франковском районе, он тянется от улицы Сахарова (бывшая Суворова) вдоль улиц Бойковской до жилой застройки улиц Владимира Великого (бывшая Артёма) и Княгини Ольги (бывшая Боженко). Территория парк «Ореховый гай» разделена полотном железной дороги на две части. На территории парка находятся два озера (одно из них в 1990-х годах превратилось в болото) и так называемая Олесская долина, по которой протекает ручей Вулька, впадавший в Полтву. Общая площадь около 40 га. Название парка связано с преобладаниями среди деревьев бука и грецкого ореха, дающего плоды-орешки. Также встречаются грабы, дубы, березы, ивы, акации, клёны, тополя, алычи, рябины, боярышника, ели, каштаны, бузины, яблони, туи, ольха, ясень, осина и черешня в парке также присутствуют экзоты, имеется небольшая еловая и березовая, тополиная роща. В озере имеется популяция дикой утки (кряквы), вблизи еловой рощи встречаются вяхири, белки и куницы, есть земноводные и певчие птицы (дрозды, соловьи, зяблики и скворцы).
Старое официальное название парка, до волны переименований начала 1990-х годов — парк 30-летия освобождения Львова. В парке в советский период был построен кинотеатр «Орлёнок» (новое название — «Сокол»). В настоящее время парк интенсивно используется в качестве места отдыха и организации пикников жителями окрестных микрорайонов. Кинотеатр "Сокол", после реставрации стал главным доминантом парка. В летнее время там регулярно проходят показы фильмов на специальной площадке под открытым небом.
Рядом с парком расположен стадион «Динамо».